# Mustapha Chadli
Mustapha Chadli (en arabe:  مصطفى الشاذلي ), est un footballeur international marocain né le 14 février 1973 à Casablanca. Il jouait au poste de gardien de but au Raja Club Athletic pour la majeure partie de sa carrière et avec l'équipe nationale du Maroc.
Joueur emblématique du Raja CA, où il est l'un des joueurs les plus capés avec plus de 500 rencontres à son actif, il possède l'un des plus beaux palmarès du football marocain. Avec 16 trophées officiels à son actif, il est le deuxième joueur marocain le plus titré de l'histoire, ex aequo avec Redouane El Haimer et derrière Abdellatif Jrindou qui totalise quant à lui 19 titres.

## Biographie

### Carrière prolifique avec le Raja
Il reste longtemps fidèle au Raja CA, club avec lequel il remporte le championnat à sept reprises, et trois Coupes du Trône, ainsi que deux Ligue des Champions de la CAF, également une Coupe de la CAF, une Supercoupe d'Afrique et une Coupe Afro-Asiatique.
Lors de la Finale retour de la Ligue des champions 1999, le Raja joua face à l'Espérance de Tunis au Stade El Menzah en Tunisie. Dès les premières minutes de la rencontre, l'arbitre offre aux adversaires du Raja un penalty litigieux. De plus le capitaine Jrindou reçoit directement un carton rouge. Le penalty fut finalement arrêté par le gardien Chadli, et avec 10 joueurs, le Raja termine la rencontre sur le score vierge de 0-0. Viennent ensuite les tirs au but, et l'épopée de Mustapha qui arrête l'ultime penalty de Choukri et offre le titre aux verts et leur billet pour la coupe du monde des clubs organisée au Brésil.
En 2000, Chadli participa avec le Raja à la première coupe du monde des clubs, au Brésil.
Le 18 septembre 2001, il marque le seul but de sa carrière au titre des quarts de finale de la Coupe du trône face au Mouloudia d'Oujda sur penalty. 
En 2003, lors de la finale retour de la Coupe de la CAF disputée sur le terrain du Cotonsport Garoua, sa prestation dans les buts contribue au succès de son équipe dans cette compétition. Vainqueur 2-0 à l'aller, la Raja revient en effet de Garoua avec un match nul 0-0.
En 2005 Mustapha Chadli est suspendu par le comité du Raja à la suite de son refus de mettre le maillot où figurait le sponsor Siera durant un match face aux FAR de Rabat. À la pause, Omar Omary directeur sportif du Raja vient aux vestiaires l'obliger à mettre son vrai maillot.
À la fin du match, le comité du Raja a décidé que Chadli n'accompagnera pas l'équipe au Koweït pour un match contre Al Qadisiya Koweït en Ligue des champions arabes.

### Avec les autres clubs
Ainsi, Chadli quitta le Raja CA pour rejoindre le Moghreb de Tétouan pour une durée de quatre saisons. En août 2009, il signe avec les FAR de Rabat où il y termine sa carrière.

### En équipe nationale
Mustapha Chadli fut sélectionné durant la Coupe du monde 1998, mais seuls les gardiens Abdelkader El Brazi et Driss Benzekri entrèrent en jeu durant le mondial.
Il fit partie du groupe sélectionné pour la coupe d'Afrique des nations en 2000, avec les gardiens Khalid Fouhami et Aderrafie Gassi, mais ne fut pas appelé pour les éditions suivantes en 2002 et 2004. Il fut à nouveau retenu en 2006, mais ne rentra pas en jeu durant la compétition, Tarek Jarmouni lui étant préféré.
| Caps | Date       | Match                | Lieu       | Score | Compétition    |
| ---- | ---------- | -------------------- | ---------- | ----- | -------------- |
| 1    | 02/09/1998 | Maroc - Sénégal      | Tanger     | 2 - 0 | Amical         |
| 2    | 03/10/1998 | Maroc - Sierra Leone | Casablanca | 3 - 0 | Elim. CAN 2000 |
| 3    | 23/12/1998 | Maroc - Bulgarie     | Agadir     | 4 - 1 | Amical         |

## Palmarès
Raja Club Athletic
- Championnat du Maroc (7)
  - Champion en 1996, 1997, 1998, 1999, 2000, 2001 et 2004.
  - Vice-champion en 2003 et 2005.

- Coupe du Trône (3)
  - Vainqueur en 1996, 2002 et 2005.

- Ligue des Champions de la CAF (2)
  - Champion en 1997 et 1999.
  - Finaliste en 2002.

- Coupe Afro-Asiatique (1)
  - Vainqueur en 1998.

- Supercoupe d'Afrique (1)
  - Vainqueur en 2000.
  - Finaliste en 1998.

- Coupe de la CAF (1)
  - Vainqueur en 2003.

- Ligue des champions arabes
  - Finaliste en 1996.

- Tournoi international de Abha (1)
  - Finaliste en 2001
  - Vainqueur en 2004

 FAR de Rabat :
- Coupe du Trône (1)
  - Vainqueur en 2009

Avec 16 titres en compétitions officielles, dont un avec les FAR, il est le deuxième joueur marocain le plus titré de l'histoire du Maroc avec Redouane El Haimer, et derrière l'autre Rajaoui Abdellatif Jrindou qui lui totalise 19 titres.

## Distinctions personnelles
- Meilleur gardien de but GNF 1 2000-2001
- Meilleur gardien de but GNF 1 2002-2003
- Quatrième meilleur Sportifs Marocain de l’année 2003
- Méditel Onze d'Or: 2004
- Meilleur gardien de but Ligue des Champions 1997
- Meilleur gardien de but Ligue des Champions 1999
- Meilleur gardien de but Ligue des Champions 2002
- Meilleur gardien de but Coupe de la CAF 2003
- 15 matchs successifs avec filet vierge
- Le gardien avec le plus de titres au Maroc et le deuxième en Afrique

## Vie privée
Mustapha Chadli vit toujours avec sa famille à Casablanca dans le quartier Ain Sebaa où il a ouvert depuis quelques années un café.